# Legousia
- Commons
- Wikispecies

Legousia é um gênero botânico pertencente à família Campanulaceae.